# Feri Cansel
Feriha „Feri“ Cansel (* 7. Juli 1944 in Nikosia; † 2. September 1983 in Izmir) war eine türkisch-zyprische Schauspielerin.

## Leben und Karriere
Cansel wurde in Nikosia geboren. Sie verbrachte einen Teil ihrer Jugend in Großbritannien, wo sie die britische Staatsbürgerschaft erwarb und als Friseurin arbeitete. Nach ihrer Rückkehr in die Türkei begann sie ihre Karriere als Stripperin und debütierte 1964 im Filmgeschäft.
Cansel wurde in den 1970er Jahren vor allem durch ihre Rollen in Erotikfilmen bekannt. Insgesamt spielte sie in über 100 Filmen.
Am 2. September 1983 wurde sie in ihrer Wohnung in Istanbul von ihrem Verlobten nach einem Streit erschossen. Feri Cansel wurde in Nikosia begraben. Ihre Tochter Zümrüt Cansel ist ebenfalls Schauspielerin.

## Filmografie (Auswahl)
- 1967: Bekar Odası
- 1974: Ah Deme Oh De
- 1975: Deli Deli Tepeli
- 1975: Hasan Almaz Basan Alır
- 1975: Hoppala
- 1975: Kadınlar
- 1975: Malın Gözü Kadınlar
- 1975: Sev Doya Doya
- 1975: Trafik Cemal
- 1975: Ye Beni Mahmut
- 1976: Beş Dakikada Beşiktaş
- 1979: Kasımpaşalı Emmanuel
- 1979: Leyla, Necla, Mücella
- 1979: Şaşırtma Beni
- 1982: Gözüm Gibi Sevdim